# Ron Carter (cestista)
Ronald Carter jr., detto Ron (Pittsburgh, 31 agosto 1956), è un ex cestista statunitense, professionista nella NBA.
È il padre di Paul Carter.

## Carriera
Venne selezionato dai Los Angeles Lakers al secondo giro del Draft NBA 1978 (26ª scelta assoluta).